# Jutrosin (gemeente)
De gemeente Jutrosin is een stad- en landgemeente in het Poolse woiwodschap Groot-Polen, in powiat Rawicki.
De zetel van de gemeente is in Jutrosin.
Op 30 juni 2004 telde de gemeente 7041 inwoners.

## Oppervlakte gegevens
In 2002 bedroeg de totale oppervlakte van gemeente Jutrosin 114,93 km², waarvan:
- agrarisch gebied: 78%
- bossen: 15%

De gemeente beslaat 20,77% van de totale oppervlakte van de powiat.

## Demografie
Stand op 30 juni 2004:
| Omschrijving                   | Totaal | Totaal | Vrouwen | Vrouwen | Mannen | Mannen |
| ------------------------------ | ------ | ------ | ------- | ------- | ------ | ------ |
| eenheid                        | aantal | %      | aantal  | %       | aantal | %      |
| inwoners                       | 7041   | 100    | 3521    | 50      | 3520   | 50     |
| bevolkingsdichtheid (inw./km²) | 61,3   | 61,3   | 30,6    | 30,6    | 30,6   | 30,6   |

In 2002 bedroeg het gemiddelde inkomen per inwoner 1414,74 zł.

## Administratieve plaatsen (sołectwo)
Bartoszewice, Bielawy, Domaradzice, Dubin, Grąbkowo, Janowo, Jeziora, Nadstaw, Nowy Sielec, Ostoje, Pawłowo, Płaczkowo, Rogożewo, Stary Sielec, Szkaradowo, Szymonki, Śląskowo, Zaborowo.

## Overige plaatsen
Bębina, Bonowo, Borek, Katarzynowo, Ochłoda, Piskornia, Stasin, Wielki Bór, Zmysłowo, Zygmuntowo, Żydowski Bród.

## Aangrenzende gemeenten
Cieszków, Kobylin, Miejska Górka, Milicz, Pakosław, Pępowo, Zduny